# Seznam opatů Kladrubského kláštera

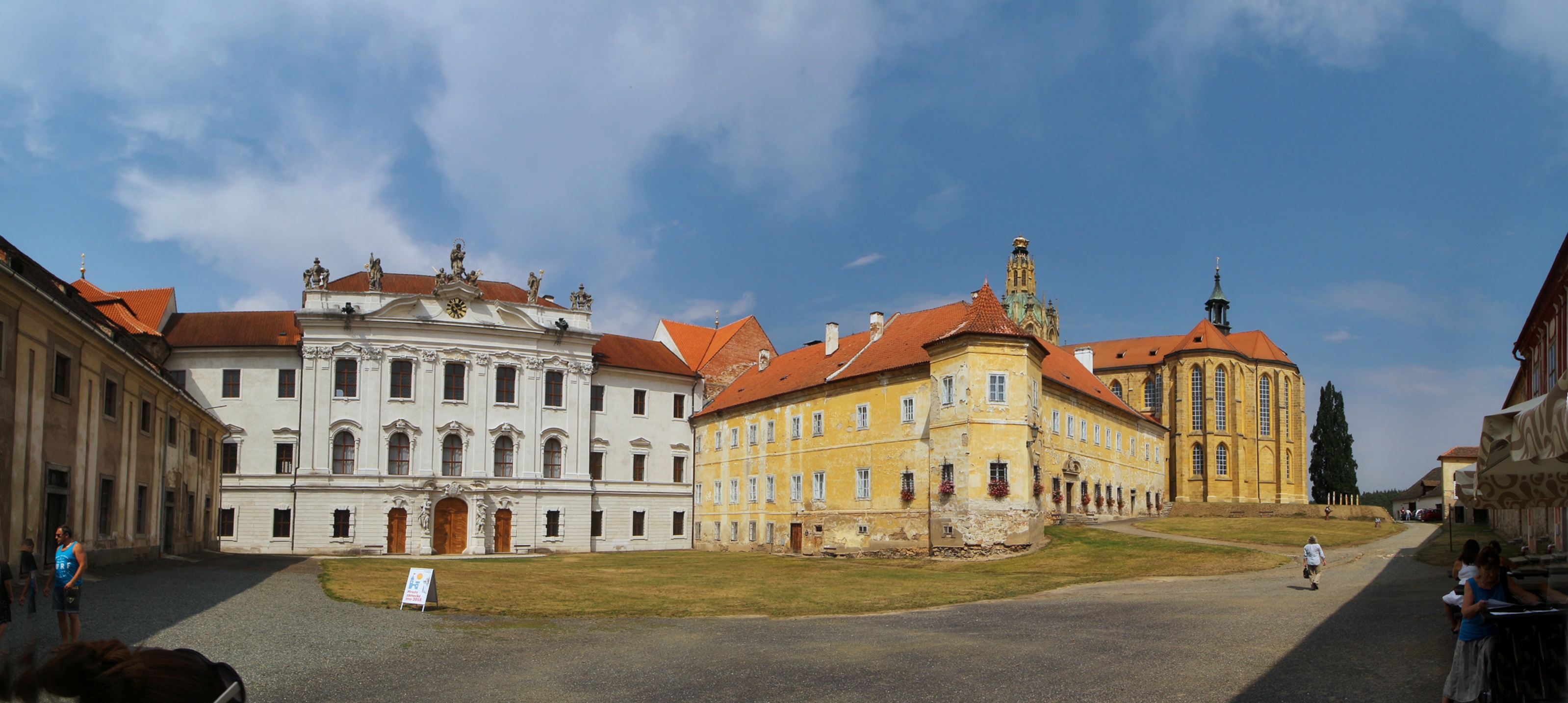
Kladrubský klášter

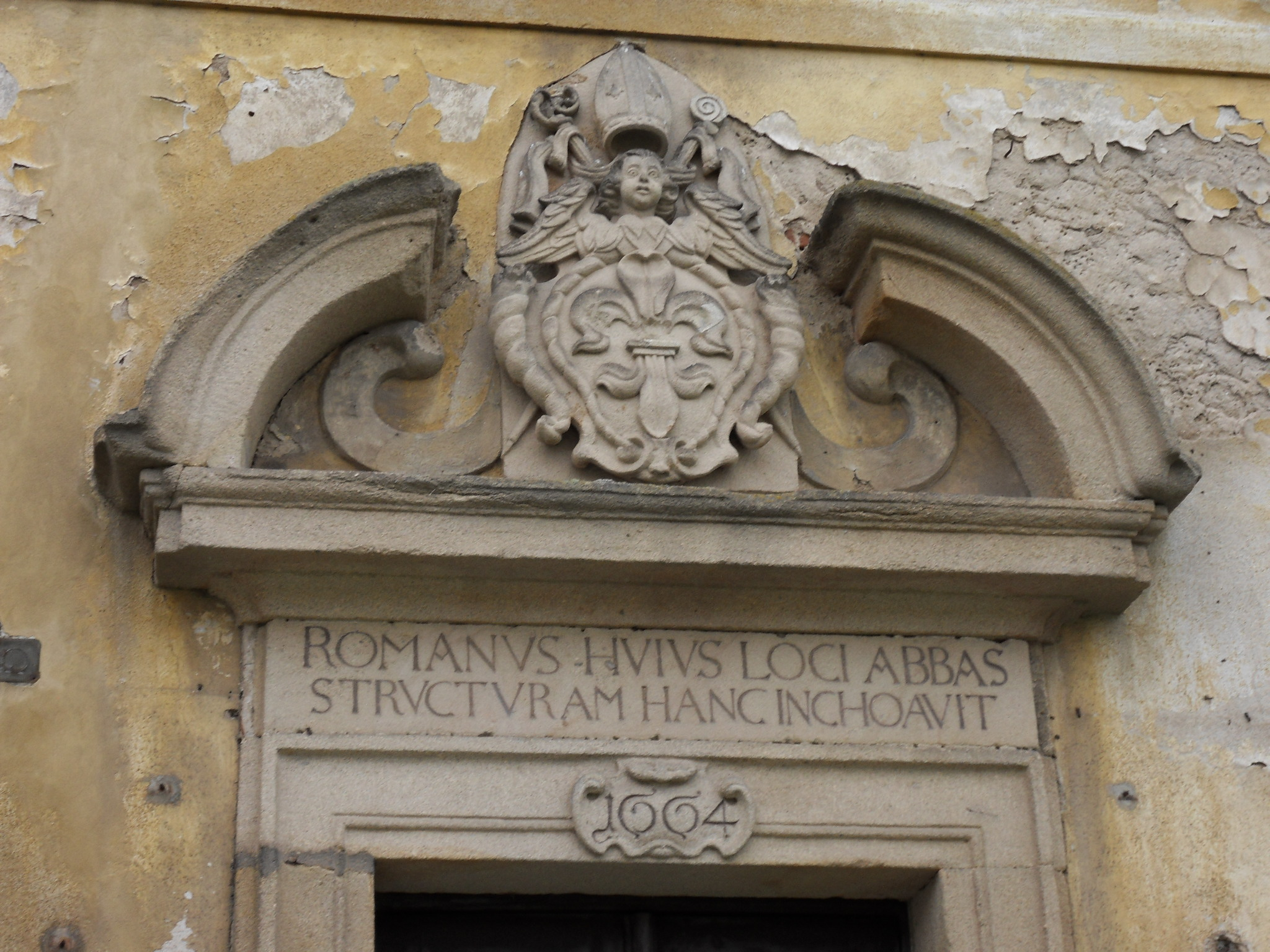
Znak kladrubských opatů na portálu z roku 1664 se jménem opata Romana (Platzera)

Tento seznam opatů Kladrubského kláštera zahrnuje opaty benediktinského kláštera v Kladrubech, počínaje prvním opatem Bertholdem (jmenován v roce 1115) po zrušení kláštera. 

## Seznam
Seznam může být neúplný a údaje mohou být nepřesné neboť existuje jen velmi omezené množství věrohodných historických pramenů. Většina údajů pochází z Přehledu kladrubských opatů od Johanna Prunera (1760). Případná česká jména jednotlivých opatů jsou pak převzata z publikace "Kladruby v pohledu devíti staletí" historika Jiřího Čechury.
| pořadí | jméno latinsky (česky)                                     | rok jmenování | rok úmrtí |
| ------ | ---------------------------------------------------------- | ------------- | --------- |
| 01     | Bertholdus                                                 | 1115          | 1115      |
| 02     | Wizimannus (Wiziman)                                       | 1119          | 1124      |
| 03     | Bertholphus (Pertolf)                                      | 1124          | 1131      |
| 04     | Eberhardus (Eberhard)                                      | 1131          | 1140      |
| 05     | Lambertus (Lambert)                                        | 1140          | 1186      |
| 06     | Adalbertus                                                 | 1186          | 1217      |
| 07     | Fridericus I.                                              | 1217          | 1227      |
| 08     | Landolphus                                                 | 1227          | 1231      |
| 09     | Reinerus (Rainer)                                          | 1231          | 1275      |
| 010    | Milo                                                       | 1275          | 1288      |
| 011    | Raczko I. (Racek I.)                                       | 1288          | 1298      |
| 012    | Przedota                                                   | 1298          | 1302      |
| 013    | Bohuslaus I. (Bohuslav I.)                                 | 1302          | 1306      |
| 014    | Chuno (Kuno)                                               | 1306          | 1313      |
| 015    | Bohuslaus II. (Bohuslav II.)                               | 1318          | 1335      |
| 016    | Iohannes I. Epg Prag (Jan I.)                              | 1334          | 1336      |
| 017    | Henricus I.                                                | 1335          | 1352      |
| 018    | Raczko II. (Racek II.)                                     | 1352          | 1370      |
| 019    | Paulus I.                                                  | 1370          | 1372      |
| 020    | Raczko III. (Racek III.)                                   | 1372          | 1397      |
| 021    | Albertus                                                   | 1397          | 1397      |
| 022    | Wenceslas                                                  | 1397          | 1400      |
| 023    | Wernerus (Werner)                                          | 1400          | 1417      |
| 024    | Martinus I. (Martin z Bubna)                               | 1417          | 1426      |
| 025    | Henricus II.                                               | 1426          | 1438      |
| 026    | Bussko de Wrt. (Bušek z Vrtby)                             | 1438          | 1440      |
| 027    | Ioannes II. (Jan Střížka)                                  | 1444          | 1446      |
| 028    | Paulus II.                                                 | 1446          | 1476      |
| 029    | Procopius á Bal.                                           | 1476          | 1485      |
| 030    | Ioannes III.                                               | 1482          | 1505      |
| 031    | Stanislaus (Stanislav)                                     | 1505          | 1531      |
| 032    | Maurus I.                                                  | 1531          | 1540      |
| 033    | Ioannes IV. (Jan IV.)                                      | 1540          | 1561      |
| 034    | Iosephus I Vronius (Josef Wron z Dorudorfu a Biskupova)    | 1561          | 1583      |
| 035    | Andreas Stein (Ondřej Stein)                               | 1583          | 1589      |
| 036    | Vitus Hifftl (Vít Hifftl)                                  | 1589          | 1611      |
| 037    | Andreas II. (Ondřej II.)                                   | 1603          | 1611      |
| 038    | Martinus II.                                               | 1607          | 1611      |
| 039    | Fridericus Vict. (Fridrich Viktorín Gribudo z Falkenberka) | 1611          | 1627      |
| 040    | Iacobo Chr. Ribn. (Jakub Kryštof Rybnický)                 | 1627          | 1635      |
| 041    | Benedicto Mal. (Benedikt Malahovský)                       | 1639          | 1650      |
| 042    | Romano Platzer (Roman Platzer)                             | 1650          | 1666      |
| 043    | Celestino Mendl (Celestin Mendel)                          | 1666          | 16??      |
| 044    | Tobias Hohm (Tobiáš Hohman)                                | 1689          | 1701      |
| 045    | Maurus II. Fintz. (Maurus Fintzgut)                        | 1701          | 1729      |
| 046    | Iosephus II. Sieb. (Josef Sieber)                          | 1729          | 1756      |
| 047    | Amandus Streer                                             | 1756          | 1783      |